# Skabb (musikgrupp)
Skabb, punkband från 1977-1978. Släppte en Ep 1978 på skivbolaget Mistlur som heter 78. Bandet ombildades 1979 och tog in två nya gitarrister, man antog också ett nytt namn: Molotovs. Efter ett halvår som Molotovs splittrades bandet. Bosse Löthen, Janne Bergstrand och Nils Fagerberg bildade sedan gruppen Hjärnstorm och sedan Stadion Der Jugend.

## Medlemmar
- Janne Bergstrand, sång
- Bosse Löthen, trummor
- Nils Fagerberg, bas
- Björn Frankl, gitarr
- Lasse Sax, sax

Som Molotovs
- Janne Bergstrand, sång
- Bosse Löthen, trummor
- Nils Fagerberg, Bas
- Berra, gitarr
- Jonas Engberg, gitarr

## Diskografi
Ni klarar alltid ändå/Den ljuva ungdomen/Tro inte dina ögon - Ep 1978, Mistlur